# Clifford Curzon
Clifford Michael Curzon (Londra, 1907 – 1982) è stato un pianista britannico.
Fu soprattutto un interprete di Franz Schubert e Wolfgang Amadeus Mozart.
Clifford Curzon nacque a Londra nel quartiere di Islington; il padre, Michael Siegenberg, era un antiquario di origine ebraica e mutò il cognome della famiglia in Curzon nel 1914. Clifford si interessò alla musica grazie allo zio, il compositore Albert Ketèlbey che frequentava spesso la famiglia esibendosi al pianoforte. Studiò alla Royal Academy of Music di Londra e successivamente fu allievo di Artur Schnabel dal 1928 al 1930 a Berlino, di Wanda Landowska e di Nadia Boulanger a Parigi. All'inizio della carriera interpretò soprattutto musica romantica, ma in seguito si specializzò eseguendo in particolare Mozart, Beethoven e Schubert. Ha tenuto concerti in tutta Europa e nell'America del Nord.